# Atopsyche implexa
Atopsyche implexa är en nattsländeart som först beskrevs av Luisa Eugenia Navas 1924.  Atopsyche implexa ingår i släktet Atopsyche och familjen Hydrobiosidae. Inga underarter finns listade i Catalogue of Life.

## Bildgalleri

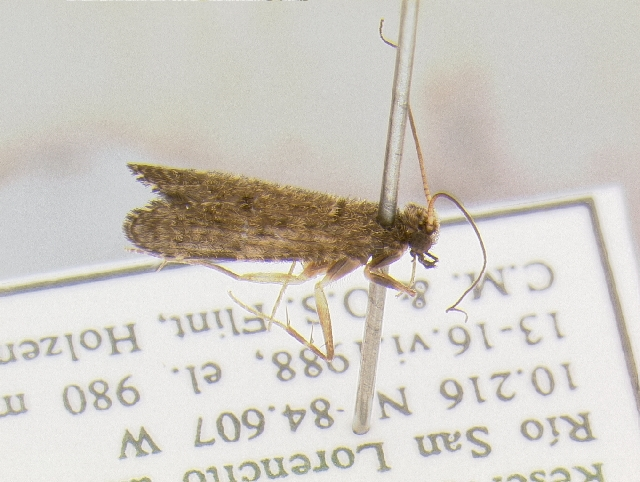